# Splinter (musikalbum av The Offspring)
Splinter är det amerikanska punkrockbandet The Offsprings sjunde studioalbum, släppt den 1 december 2003 via skivbolaget Columbia. 2001, året efter att bandet hade lanserat Conspiracy of One, släppte de singeln "Defy You" och under 2002 påbörjades arbetet med ett sjunde studioalbum. Som producent för Splinter valde The Offspring återigen att samarbeta med Brendan O'Brien. Ron Welty, som hade varit trumslagare i The Offspring i drygt 15 år, lämnade bandet i början av 2003 och under inspelningarna togs istället Josh Freese in som trumslagare.
Splinter spelades in under 2003, först i studion Henson Recording Studios i Los Angeles i Kalifornien och sedan i Southern Tracks Recording Studio i Atlanta i Georgia. Dexter Holland lade ned mer tid på låttexterna än han tidigare gjort och ville att Splinter skulle handla om hela känslospektrumet och inte enbart negativa eller positiva känslor. Holland försökte ingjuta en hoppfull känsla i orden han skrev, i och med att han hade märkt att lyssnarna oavsiktligt hade knutit an med några av de låttexter han tidigare hade skrivit.
Splinter fick blandade, men främst positiva reaktioner när det lanserades. Några recensenter ansåg att The Offspring hade lyckats producera flera hitlåtar med detta album och att de behöll sin humoristiska sida. Andra recensenter var mer kluvna till Splinter och kallade det för bortkastad potential. Även albumets relativt korta speltid fick viss negativ kritik. Splinter nådde som bäst plats 10 i Österrike och topp 20 i Australien, Frankrike och Schweiz. Splinter har certifierats för platina i Australien och har även certifierats för guld i Frankrike, Japan, Schweiz och USA.

## Bakgrund och inspelning
Efter att The Offspring hade lanserat Conspiracy of One (2000) släppte de i december 2001 singeln "Defy You" som även kom med på Orange County: The Soundtrack. Tanken vid tidpunkten var att inkludera "Defy You" på det nästkommande studioalbumet, men så blev inte fallet. Tidigare under detta år, den 12 juni 2001, sade Noodles att Welty hade skrivit stycken till fyra eller fem låtar och i kombination med delarna för Greg K. så räckte det till ett halvt album. Holland lyssnade in sig på äldre material som The Offspring hade arbetat med och bandet spelade sedan in demoversioner i D-13 Studio i Huntington Beach.
Under The Offsprings uppträdande på Reading- och Leedsfestivalerna i augusti 2002 bad bandmedlemmarna publiken att sjunga "whoa" upprepade gånger. Holland hade tidigare bett Chris Higgins att försöka simulera ljudet av en fullsatt arena, men resultatet hade inte blivit tillräckligt tillfredsställande. Uppskattningsvis fanns det mellan 50 000 och 60 000 personer i publiken under festivalen. Vid tillfället var Holland inte säker på vad de skulle ha inspelningen till, men deras sång inkorporerades sedan i "Neocon",
I en intervju från 26 augusti 2002 sade Holland att han hade skrivit flera låtar under de senaste åtta månaderna. Vid tillfället var nio låtar färdiga och de hade arbetstitlar såsom "Poofter", "Milquetoast" och "Spare Me the Details". Holland jämförde de låtar han hade skrivit med "Bad Habit", "All I Want" och "Gotta Get Away", men han nämnde att det fanns låtar på Splinter som inte lät som något bandet tidigare hade spelat in. The Offspring hade vid tillfället ännu ingen producent för albumet, men Holland hade kontakt med Brendan O'Brien (som producerade Conspiracy of One) och sade att det var sannolikt att han återigen skulle ta rollen som producent. I en artikel publicerad den 27 november 2002 framkom det att The Offspring planerade att påbörja inspelningen av Splinter i december samma år och det meddelades att O'Brien hade återvänt för att producera albumet. Dock påbörjades inte inspelningen av albumet förrän den 6 januari 2003. Den 7 februari 2003 skrev bandet på sin hemsida att de hade färdigställt de flesta av låtarna förutom sången och låttexterna.

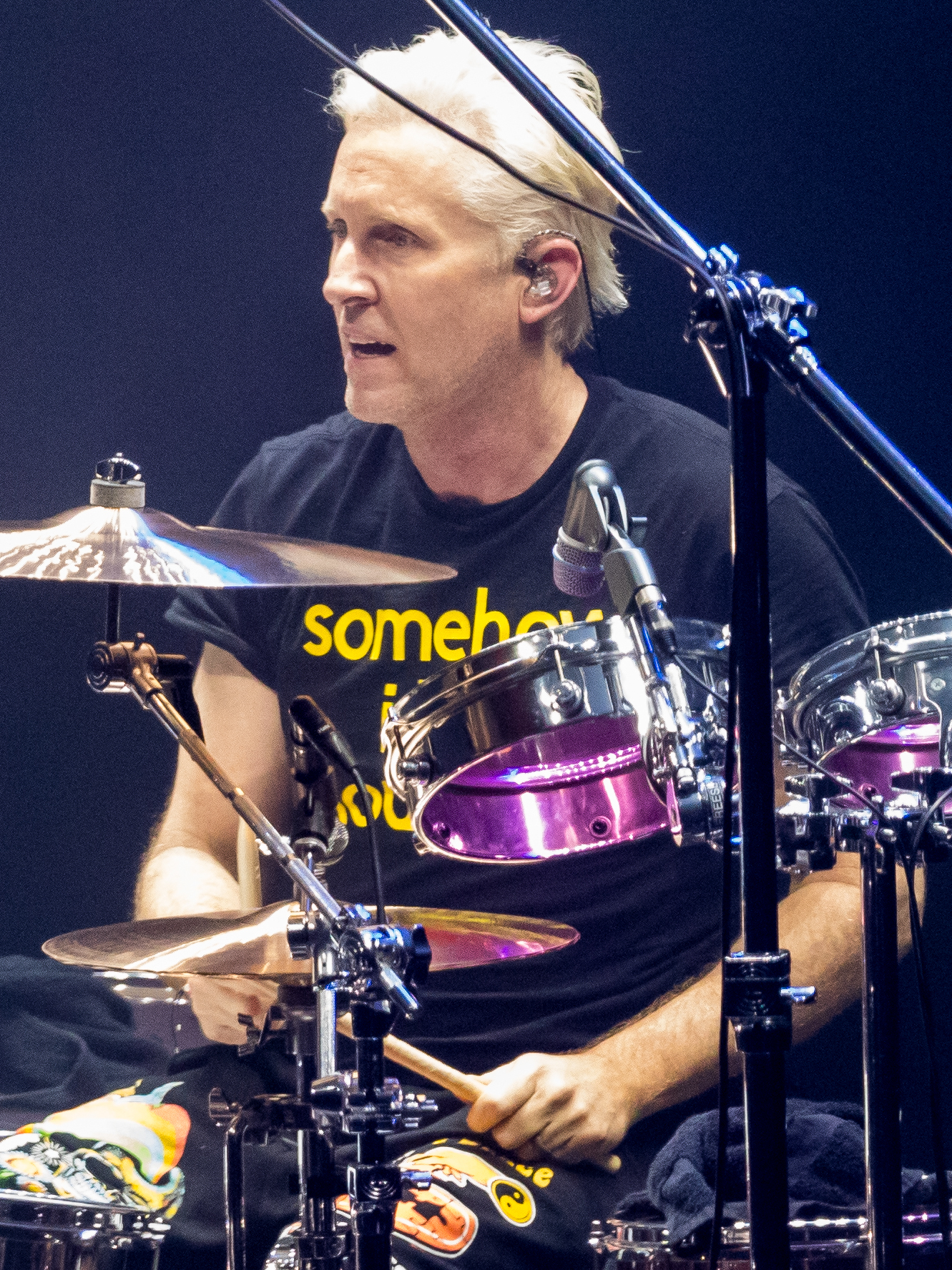
Efter att Ron Welty hade lämnat The Offspring togs Josh Freese (på bilden) in som trumslagare. Freese blev dock inte en officiell bandmedlem.

Enligt en stämningsansökan som lämnades in av Welty i september 2020, hade han den 3 januari 2003 tvingats ut ur The Offspring , efter att varit bandmedlem sedan juli 1987. Weltys avgång meddelades inte av bandet förrän den 18 mars samma år, där det skrevs att Welty hade valt att lämna för att istället fokusera mer på sitt andra band Steady Ground; Welty lämnade efter flera års oenigheter med de andra bandmedlemmarna. Enligt honom själv blev han utan förvarning uppringd av Holland och Noodles och informerad om att han inte längre var en bandmedlem i The Offspring. Welty hade då under flera månaders tid övat och förberett sig inför inspelningen av Splinter. Efter Weltys avgång ringde Holland till Freese, som han hade lärt känna efter att Hollands skivbolag Nitro Records hade signat Freeses band The Vandals. Freese spelade in sitt trummande på ett par dagar och Holland var väldigt nöjd med hans prestation. Freese blev aldrig officiell medlem i The Offspring, istället var det Atom Willard som senare under 2003 tog över efter Welty.
Under april 2003 meddelades det att albumet planerades att släppas tidigt under sommaren samma år och Holland sade att han hade skrivit 11 eller 12 låtar för Splinter. En av låtarna som spelades in var en punkrockversion av "Ring of Fire", vilken Holland hade velat spela in under lång tid. "Ring of Fire" färdigställdes dock aldrig. Andra låttitlar som florerade vid tidpunkten var "Never Gonna Find Me", "The Worst Hangover Ever", "Give It Up" (senare "Hit That"), "The Roof Is Falling" (senare "The Noose"), "What the Fuck?" och "Pass Me By". Under inspelningen av Splinter inredde bandmedlemmarna inspelningsstudion med olika föremål förknippade med De dödas dag. Inspelningarna blev dock försenade på grund av att Noodles bröt ett finger runt denna tidpunkt. Albumets låtlista offentliggjordes den 29 oktober 2003. The Offspring valde att låta arbetet med Splinter ta något längre tid än med tidigare album.

## Musik och låttext
”När vi grundade [The Offspring] kände vi inte att orden var särskilt viktiga. Istället handlade det om musiken. Fast genom årens gång har jag sett hur personer oavsiktligt har knutit an med några av de ord jag har skrivit. Jag arbetar mer nu [än tidigare] med låttexterna. Även i de mörkaste låtarna försöker jag ingjuta en hoppfull känsla i orden [jag skriver]. Jag vill att personer ska bli inspirerade att göra något bättre, att känna sig nöjda med den de är.”
När Holland skulle skriva låtarna för Splinter valde han att hyra ett hus i San Clemente i Kalifornien och han körde dit dagligen under en månads tid för att skriva låtar och surfa. Under sin vistelse där skrev han tre nya låtar för albumet. Holland lade ned mer tid på låttexterna än han tidigare hade gjort och förklarade att de handlade om att hitta sin egen identitet och att inte acceptera allt som sägs av andra personer. Splinter beskrevs av Jon Wiederhorn från MTV som ett tyngre album både musikaliskt och låttextsmässigt, jämfört med flera av The Offsprings tidigare album. Wiederhorn ansåg att låtarna berörde känslor av upprymdhet, rädsla, paranoia, hopplöshet och ångest. Holland sade  att han inte ville att Splinter enbart skulle handla om negativa eller positiva känslor utan om hela spektrumet.
"Hit That" berör sexuellt avvikande beteende och handlar om en narcissistisk man som antar att alla kvinnor vill umgås med honom. Låten var den sista som skrevs för albumet och den första låt bandet spelade in som använde sig av keyboard, i detta fall spelat av Ronnie King. Holland förklarade att The Offspring ville ha en låt som stod ut från mängden och att det var då "Hit That" skrevs; i låten blandas ska, hiphop och punkrock. Randy Lewis från Modern Rock ansåg att "Hit That" på flera sätt hade ett typiskt The Offspring-sound, men att användandet av ett keyboard skapade en musikstil där "punkrock möter disco". "Race Against Myself" är en analogi om viljan att göra framsteg, men som trots alla ansträngningar leder till ständiga motgångar. Holland ansåg att låten var dyster, men att det var terapeutiskt för honom att skriva den, i och med att den handlade om personliga erfarenheter. "The Worst Hangover Ever", som från början enbart var två minuter lång, är en sorglös låt med reggaekänsla, som handlar om bakfylla. Holland har kallat "The Worst Hangover Ever" för "Offsprings version av [Jimmy Buffetts] 'Margaritaville'." "Never Gonna Find Me" handlar, enligt Holland, om utanförskap och om den yttre personlighet en person kan uppvisa, som inte reflekterar hur denna person verkligen känner inombords. "Spare Me the Details" är inspirerad av en verklig händelse som en av Hollands vänner råkade ut för, när hans flickvän blev berusad och bedrog honom under en fest. Han fick sedan händelserna återberättade för sig på ett väldigt detaljerat sätt, vilket han inte stod ut med att lyssna på. "Da Hui" handlar om surfgänget med samma namn som håller till på Hawaii och rädslan över att råka reta upp dem. Holland har sagt att bandmedlemmarna ville skriva en surflåt, men att det var viktigt att de inte ville verka coola i den. Därför valde The Offspring att vinkla låten till att handla om hur de inte visste någonting om surfing och istället råkade irritera gängmedlemmarna. The Offspring spelade upp "Da Hui" för några av gängmedlemmarna och de uppskattade den, vilket ledde till att gänget medverkade i en musikvideo för låten. Holland hade under flera år haft idén om att skriva en låt som lät som att den spelades in under 1930-talet, men han var osäker på vad den skulle handla om. Han bestämde sig för ett tema som kändes opassande och det blev en sorts instruktion över hur en person ska se sig för i ett fängelse. Låten döptes till "When You're in Prison" och lades in sist på Splinter, för att på så sätt efterlikna en gömd låt.
"Pass Me By" togs bort från Splinter då bandmedlemmarna tyckte att den var för musikaliskt tung och för att Holland ansåg att den skulle få albumets sound att kännas mindre som punkrock. Den är en långsammare rocklåt som har jämförts med "Denial, Revisited" från Conspiracy of One. Holland beskrev den som "läskig" och "grungeaktig" och sade att flera personer han spelat låten för ansåg att den borde kortas ned från sina fem minuter, vilket Holland inte höll med om. Under en Ask Me Anything-intervju på Reddit den 22 april 2021 ställdes frågan om bandet hade några planer på att lansera "Pass Me By", på vilken Noodles svarade att han var osäker på vilken låt detta var men att han skulle undersöka saken. Den 29 mars 2024 sade Holland att han tyckte mycket om låten, men att han ännu inte har ansett att den har passat in på något av The Offsprings föregående album. Holland har dock lyssnat på "Pass Me By" tillsammans med Bob Rock och varit i diskussion med honom ifall de ska färdigställa låten.

## Albumnamn och förpackning
Den 1 april 2003 meddelade The Offspring att deras nästa album skulle heta Chinese Democracy, vilket var en referens till Guns N' Roses då ännu osläppta album med samma titel. Detta visade sig dock vara ett aprilskämt och Holland uttryckte sig på följande sätt om varför de valde att skämta om just detta: "Vi kände att vi var tvungna att göra det. Idén om att stjäla titeln från någon som har jobbat så länge på ett album tyckte vi var väldigt rolig. 'You snooze, you lose'. Axl härmade mina flätor så jag stal hans albumtitel." Noodles hävdade att en "uttömmande marknadsföringsstudie" hade visat resultatet att The Offsprings fans ville att bandets album endast skulle ha ett ord som titel och att det var anledningen till att albumet istället döptes om till Splinter. I en intervju med New Musical Express från april 2008 ångrade både Noodles och Holland att de hade skämtat om att kalla Splinter för Chinese Democracy, i och med att deras då kommande åttonde album Rise and Fall, Rage and Grace hade tagit längre tid att spela in än något av deras tidigare album.
Albumet fick titeln Splinter (på svenska: "splittra", "skärva" eller "flisa") eftersom låtarna är skrivna från olika synvinklar och de syftar till att handla om lyssnarens splittrade sinne. Storm Thorgerson, som var med och designade skivomslaget och konsten i häftet, tolkade albumtiteln på flera olika sätt: som den skärva som splittrar ett bedraget hjärta, som den träflisa en person kan få i fingret eller som den splittring som kan uppstå inom ett band eller en familj. Albumtiteln Splinter nämns i en textrad i "Long Way Home" i meningarna: "Like fragments of a broken mind, I splinter by my own design". Tre arbetstitlar för albumet var Offspring VII (eftersom det var det sjunde albumet bandet lanserade), International Male Companion (inspirerat av ett Undressed-avsnitt som Holland hade sett om en manlig prostituerad som föredrog att kalla sig för just International Male Companion) och Appetizer for Destruction (vilket var en referens till Guns N' Roses debutalbum Appetite for Destruction).

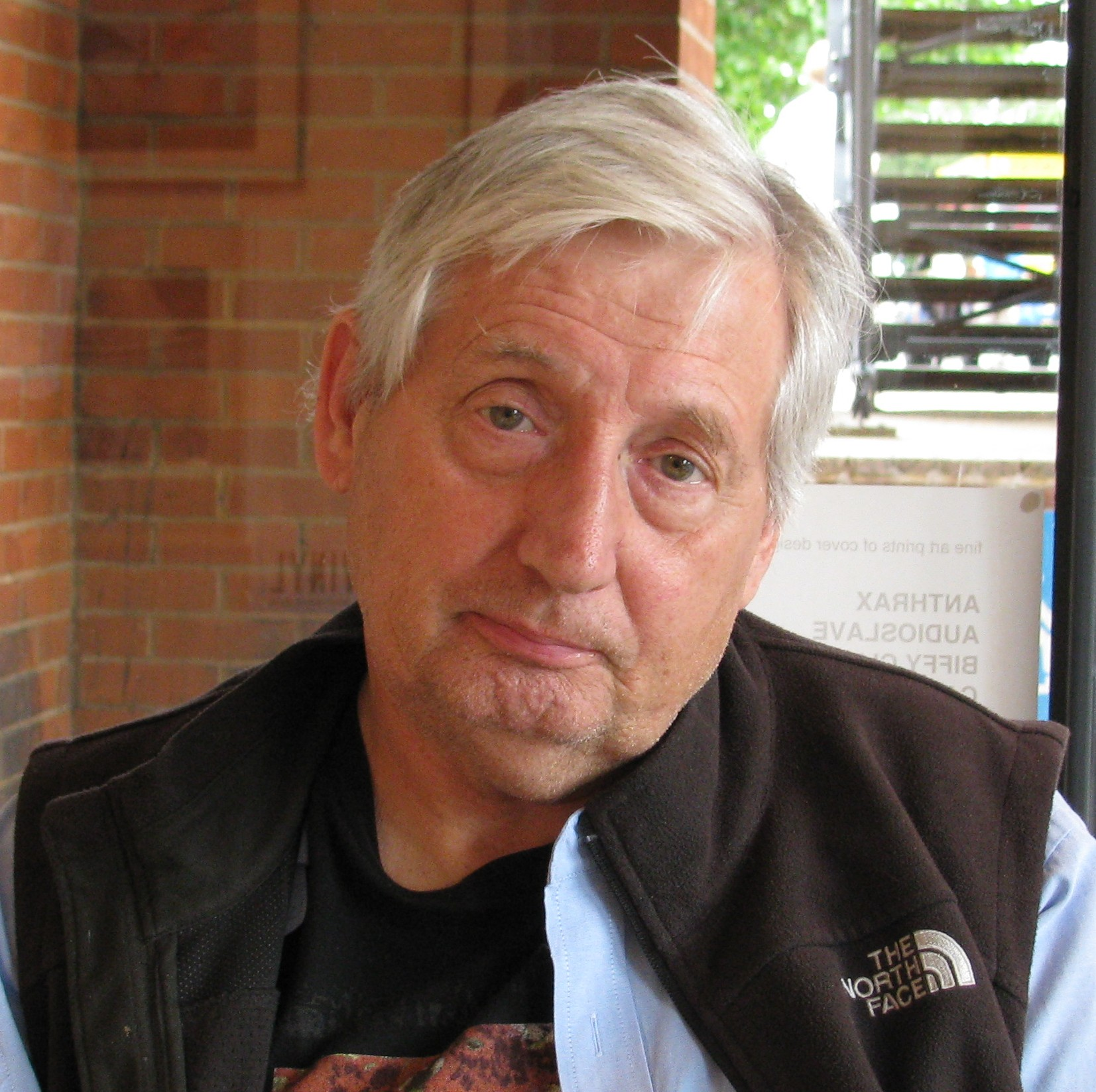
Skivomslaget och konsten i häftet för Splinter designades av bland andra Storm Thorgerson.

Skivomslaget för Splinter visar en antik marmorstaty, vars huvud sprängs i bitar. På baksidan av albumet syns statyn utan huvud, med en blomma som växer upp ur dess hals. Baksidan på albumet återanvändes som framsida på singeln "Spare Me the Details". Både skivomslaget och konsten i häftet är designade av Thorgerson, Peter Curzon samt Dan Abbott, med Sean Evans som formgivare och Rupert Truman som fotograf. Två av Thorgersons konstverk i häftet går under namnen Moonstab och Glass Family. Före Thorgerson mötte bandmedlemmarna antog han att de skulle vara lika aggressiva som musiken de spelade, men han blev överraskad att de var raka motsatsen. Holland kallade Thorgerson för "en av de roligaste och mest kreativa personer vi [i The Offspring] någonsin har samarbetat med". Skivomslaget för Bad Religions studioalbum Age of Unreason från 2019 (formgivning och design av Trevor Hernandez samt fotografi av David Black) är snarlikt Splinters. Efter att ha tillfrågats om det fanns något samband mellan skivomslagen, svarade Noodles att likheterna berodde på att de var "Illuminatis nya ikonografi".
Splinter är tillägnat minnet av Doug Thompson, som var den ursprungliga sångaren när bandet kallade sig för Manic Subsidal.

## Lansering och marknadsföring
Splinter släpptes den 1 december 2003 i Sverige och den 9 december 2003 i USA. Efter att albumet först var planerat att lanseras i februari 2003 och senare till våren 2003 flyttades datumet till november 2003. Dock försenades lanseringen av Splinter till månaden efter, vilket enligt Greg K. berodde på att bandet hellre ville turnera under våren 2004, när vädret var finare. Tanken var då att Splinter skulle lanseras den 2 december 2003 i USA. Den 8 december 2003 strömmade bandet hela Splinter kostnadsfritt via MTV.com. Från albumet lanserades tre singlar: "Hit That", "(Can't Get My) Head Around You" och "Spare Me the Details". "Hit That" släpptes den 19 januari 2004 i Storbritannien och nådde som bäst plats 1 i USA. Albumets andra singel, "(Can't Get My) Head Around You", lanserades i april 2004 och hamnade som bäst på plats 6 i USA. Den sista singeln från Splinter, "Spare Me the Details", släpptes den 31 maj 2004 och den hamnade som bäst på plats 31 på Nya Zeeland. Ingen av singlarna nådde upp på någon topplista i Sverige. Förutom standardutgåvan lanserades albumet även i en så kallad Enhanced Edition (även benämnd Limited Edition), vilken innehåller instrumentala versioner av två av The Offsprings låtar, musikvideon för "Da Hui" med kommentatorspår och hur videon spelades in, en video med Holland och Noodles om hur Splinter spelades in, en rundtur i inspelningsstudion av Higgins samt fyra bakgrundsbilder.
En trettio sekunder lång leranimerad TV-reklam, i regi av Tawd B. Dorenfeld, skapades av Polymorph Productions Company och sändes i USA för att marknadsföra albumet.

### Försäljning och turné
Mycket på grund av poppunkens popularitet vid albumets lansering väntades Splinter bli en kommersiell framgång för bandet. Den första veckan efter lanseringen hade Splinter sålts i 87 000 kopior i USA. Enligt Greg K. var bandmedlemmarna lite besvikna att försäljningssiffrorna inte var så höga som de hade förväntat sig även om de tidigare hade sagt att de inte brydde sig om hur många kopior deras album skulle sälja. Bandmedlemmarna ansåg att det viktigaste var att personer lyssnade på deras album och att de förhoppningsvis köpte det. Försäljningssiffrorna globalt rapporterades 2013 till 1,8 miljoner kopior.
The Offspring turnerade med Splinter i knappt ett år. I november 2003 började turnén i Europa och den gick sedan vidare till Nordamerika, tillbaka till Europa och senare till Nordamerika igen. Efter att bandet hade turnerat i Australien och Asien under juni och juli 2004 återvände de till både Europa och Nordamerika under augusti och september detta år. Turnén fortsatte till Sydafrika och Sydamerika, där den avslutades i oktober 2004 i Bogotá i Colombia.

## Mottagande och eftermäle
När Splinter lanserades fick det blandade, men främst positiva reaktioner, vilket gjorde bandmedlemmarna nöjda. På Metacritic har Splinter betyget 60 av 100, baserat på 11 recensioner. Craig Rosen på Yahoo! Music var positivt inställd i sin recension av albumet. Rosen ansåg att Splinter bestod av flera hitlåtar och lyfte särskilt fram "Hit That", "The Worst Hangover Ever", "Spare Me the Details", "The Noose" och "Da Hui". Stefan Lindqvist på Helsingborgs Dagblad blev positivt överraskad av albumet och beskrev det som "gladpunk i Bad Religion-anda [med] fotbollskörer i refrängerna". Lindqvist ansåg inte att det var ett minnesvärt album, men bra mycket bättre än vad han förväntade sig av The Offspring. Betyget han gav var 3 av 5. Både Mojo och Q var positiva i sina recensioner av Splinter. Mojo gav albumet betyget 4 av 5 och tyckte det bestod av "subtil [och] omstörtande humor" medan Q gav albumet 3 av 5 i betyg med motiveringen att Splinter påvisade att The Offspring var ett band som visste exakt vad de gjorde. Christian Hoard på Rolling Stone var främst positiv i sin recension av Splinter och gav albumet 3 av 5 i betyg. Hoard skrev att Splinter visade på bandets "dumma humor och smarta riff", men tyckte att det var som svagast när The Offspring försökte vara trogna sina punkrocksrötter. Henrik Kolbjèr på Svenska Dagbladet skrev att Splinter innehöll flera potentiella hitlåtar, men att albumet i sig inte bjöd på några överraskningar. Kolbjèr betygsatte Splinter med 4 av 6.
Johnny Loftus på Allmusic var delad i sin åsikt om Splinter. Han påpekade att bandets starka sidor låg i deras förkärlek för slående melodislingor, men att albumet innehöll flera låtar som kändes bortkastade och Loftus ifrågasatte om The Offspring ens var hängivna att skapa engagerande musik. Trots detta ansåg Loftus att fans skulle uppskatta Splinter och han gav albumet 2,5 av 5 i betyg. Mikael Mjörnberg på Joyzine tyckte att Splinter varken var ett bra eller dåligt album. Han lyfte fram Freeses trumslagande som en höjdpunkt, men ansåg att "som helt album betraktat är Splinter inte spännande för fem öre". Mjörnberg betygsatte albumet med 2 av 5. Jesper Hasselström på Metica tyckte att Splinter "placerade sig i mittenträsket" och ansåg att det var ett album som inte skulle "hamna i historieböckerna". Hasselström skrev att "Lightning Rod" och "The Worst Hangover Ever" var höjdpunkterna på Splinter och gav albumet 5 av 10 i betyg. Adam Williams på Popmatters var kluven i sin recension av Splinter. Han ansåg att albumet hade sina starka sidor med låtar såsom "Race Against Myself" och "(Can't Get My) Head Around You", men att andra låtar såsom "Spare Me the Details" och "The Worst Hangover Ever" var "barnsliga" respektive "idiotiska". Överlag tyckte Williams inte att Splinter var ett katastrofalt dåligt album utan bara att det präglades av bortkastad potential.
Peter Dahlgren på Dagensskiva.com var negativ i sin recension av Splinter. Dahlgren kallade albumet för "en parodi" och låttexterna för "högtravande och pretentiösa". Han rekommenderade istället att lyssna på The Offsprings tidigare album Smash och betygsatte Splinter med 1 av 10. Mat Hocking på Drowned in Sound var även han negativt inställd till albumet. Hocking skrev att han var tvungen att kämpa sig igenom Splinter och att den enda låt som piggade upp honom var "When You're in Prison". Hocking kallade albumet för "bortkastad poprock" och gav Splinter 4 av 10 i betyg. Nick Flanagan på Now gav Splinter betyget 2 av 5 och skrev att albumet var dåligt rakt igenom. Albumet fick även viss negativ kritik för sin korta speltid, med tolv låtar på knappt 32 minuter.
Splinter vann en California Music Award 2004 i kategorin Outstanding Alternative Album och nominerades till en OC Music Award i kategorin Best Album samma år. En sångbok för Splinter publicerades den 1 februari 2004 av Hal Leonard Corporation.

## Låtlista
Alla låtar är skrivna och komponerade av Dexter Holland, om inte annat anges. 
| Nr           | Titel                          | Längd |
| ------------ | ------------------------------ | ----- |
| 1.           | Neocon                         | 1:06  |
| 2.           | The Noose                      | 3:18  |
| 3.           | Long Way Home                  | 2:23  |
| 4.           | Hit That                       | 2:49  |
| 5.           | Race Against Myself            | 3:32  |
| 6.           | (Can't Get My) Head Around You | 2:15  |
| 7.           | The Worst Hangover Ever        | 2:58  |
| 8.           | Never Gonna Find Me            | 2:39  |
| 9.           | Lightning Rod                  | 3:20  |
| 10.          | Spare Me the Details           | 3:24  |
| 11.          | Da Hui                         | 1:42  |
| 12.          | When You're in Prison          | 2:33  |
| Total längd: | Total längd:                   | 31:59 |

### Extramaterial på Enhanced Edition
| 1.           | Da Hui (musikvideo)                           | 3:14  |
| 2.           | Da Hui (musikvideo med kommentatorspår)       | 3:16  |
| 3.           | Demo Studio Tour                              | 3:22  |
| 4.           | The Kids Aren't Alright (Island Style)        | 5:08  |
| 5.           | When You're in Prison (instrumentell version) | 2:34  |
| Total längd: | Total längd:                                  | 17:34 |

| 1.           | Da Hui (musikvideo)                        | 2:54  |
| 2.           | Da Hui – Behind the scenes                 | 9:55  |
| 3.           | Dexter & Noodles on the making of Splinter | 10:20 |
| Total längd: | Total längd:                               | 23:19 |

## Medverkande
- Dexter Holland – sång, kompgitarr och designkoncept av skivomslaget
- Noodles – sologitarr och sång
- Greg K. – elbas och sång

### Övriga medverkande
| - Josh Freese – trummor - Ronnie King – keyboard på "Hit That" - Jim Lindberg – sång - Jack Grisham – sång - Chris Higgins – sång, ljudtekniker och gitarreffektstekniker - Lauren Kinkade – sång på "When You're in Prison" - Publiken under Reading- och Leedsfestivalen 2002 – sång på "Neocon" - Mark Moreno – scratching på "The Worst Hangover Ever" - Phil Jordan – trumpet på "The Worst Hangover Ever" - Jason Powell – saxofon på "The Worst Hangover Ever" - Erich Marbach – trombon på "The Worst Hangover Ever" - Suzie Katayama – arrangering på "When You're in Prison" - Josephina Vengara – konsertmästare - Natalie Leggett – violin - Mario de Leon – violin - Eve Butler – violin - Denyse Buffum – violin - Matt Funes – violin - Larry Corbett – cello - Gayle Levant – harpa | - Brendan O'Brien – producent, mixning och piano på "Spare Me the Details" - Karl Egsieker – ljudtekniker - Billy Bowers – ljudtekniker - Nick DiDia – ljudtekniker på "Hit That" - Jaime Sickora – teknikassistent - Brian Humphrey – teknikassistent - Kevin Mills – teknikassistent - Bryan Cook – teknikassistent - Mark Valentine – teknikassistent - Phil Martin – assisterande mixtekniker - Eddy Schreyer – mastering - Bernie Grundman – mastering på "Hit That" - Steve Masi – gitarrtekniker - Sean Evans – formgivare - Storm Thorgerson – design - Peter Curzon – design - Dan Abbott – design - Rupert Truman – fotografi - Justin Beope – design på Enhanced Edition - Sarkis Kaloustian – design på Enhanced Edition |

## Topplistor
| Land                | Högsta listplacering |
| ------------------- | -------------------- |
| Australien          | 12                   |
| Belgien             | 70                   |
| Finland             | 33                   |
| Frankrike           | 19                   |
| Nederländerna       | 98                   |
| Nya Zeeland         | 27                   |
| Schweiz             | 13                   |
| Storbritannien      | 27                   |
| Sverige             | 56                   |
| Tyskland            | 31                   |
| USA (Billboard 200) | 30                   |
| Österrike           | 10                   |

## Certifikat
| Land           | Certifikat |
| -------------- | ---------- |
| Australien     | Platina    |
| Frankrike      | Guld       |
| Japan          | Guld       |
| Schweiz        | Guld       |
| Storbritannien | Silver     |
| USA            | Guld       |